# Peter Holec
Peter Holec (* 13. března 1971) je bývalý slovenský fotbalista, brankář.

## Fotbalová kariéra
Hrál za SK Dynamo České Budějovice, Bohemians, MŠK Žilina, Artmédii Petržalka a FK Dubnica. V české lize odehrál 107 utkání. Za dorostenecké reprezentace nastoupil ve 29 utkáních.